# Slavko Harc
Slavko Harc, slovenski častnik, * 14. september 1962, Maribor.

## Vojaška kariera
- poveljnik 76. protioklepnega bataljona SV (8. januar 2002–2004)
- namestnik poveljnika 780. artilerijskega bataljona SV
- samostojni pomočnik za operativno-učne zadeve 780. artilerijskega bataljona SV

## Odlikovanja in priznanja
- srebrna medalja Slovenske vojske (14. maj 2001)